# チルー
チルー（Pantholops hodgsonii）は、哺乳綱ウシ目（偶蹄目）ウシ科チルー属に分類される偶蹄類。本種のみでチルー属を構成する。別名チベットカモシカ。

## 分布
インド（ジャンムー・カシミール州東部）、中華人民共和国（青海省、四川省、チベット自治区）

## 形態
体長130-140センチメートル。尾長8-10センチメートル。肩高はオス79-94センチメートル、メス73センチメートル。体重オス36-55キログラム、メス25-30キログラム。全身は短い体毛で分厚く被われる。尾下面も体毛で被われる。背面の毛衣は黄色がかった淡灰褐色、腹面や四肢の毛衣は灰白色。四肢前面には黒い縦縞が入る。
涙骨には窪みがある。鼻腔内に呼気を温め湿らせる器官（鼻腔嚢）を持つが小型で、あまり隆起しない。小臼歯は4本。四肢は細長い。蹄は細長く、蹄の底よりも蹄球が突出する。後肢内側基部（鼠蹊腺）に大型の臭腺がある。
オスは顔の毛衣が黒い。オスにのみわずかにアルファベットの「S」字状に湾曲した角がある。角長50-72センチメートル。角の断面は楕円形。角の前部には約20個の節がある。乳頭の数は2個。

## 生態
標高3,700-5,500メートルのステップに生息する。昼間は窪みで休む。単独もしくは4-5頭の小規模な群れを形成して生活するが、大規模な群れを形成することもある。
食性は植物食で、木の葉などを食べる。薄明薄暮時に採食を行う。
繁殖形態は胎生。11-12月の繁殖期になるとオスは10-20頭のメスとハレムを形成し、オス同士では角を使い激しく争う（この争いによって死ぬこともある）。妊娠期間は約180日。6-7月に1回に1頭の幼獣を産む。

## 人間との関係
毛がスカーフ（シャトーシュ）の原料として利用されることもある。
毛目的の乱獲により生息数は減少している。そのため、現在ではシャトゥーシュの製造・売買は国際的に禁止されている。
名前はおそらく現地の呼称に由来する。
2006年7月、中国政府はチベット高原に青蔵鉄道を敷設した。この路線は餌場を分断する形になるが、生態系への影響を考慮して、動物用の通路が33か所設けられている。
2008年2月22日、ウォールストリート・ジャーナルオンラインは、中国の新華社通信が、青蔵鉄道近くでチベットカモシカが走る様子を撮影した写真は捏造であったとして謝罪した、と報じた。41歳の写真家、劉為強（Liu Weiqing）によるものであった。彼は2007年3月から撮影のためチベット高原にキャンプを張っており、夕刊紙「大慶晚報」に載せる連載写真を撮影していた。この写真は新華社でも使われることが決まっていた。彼はすでに大慶イブニングニュースを辞職している。もっとも、イギリスの科学雑誌ネイチャーは、2008年4月17日、中国科学院の研究者からの情報として、チベットカモシカは実際にも青蔵鉄道近くにも生息している旨を伝えている。